# Trio pour piano no 33 de Joseph Haydn
Le Trio pour piano no 33 Hob.XV.19 en sol mineur est un trio pour piano, violon et violoncelle composé par Joseph Haydn en 1794.

## Structure
1. Andante à 
 - Presto
2. Adagio ma non troppo
3. Finale: Presto à